# Едуард Гаккель
Едуард Гаккель (нім. Eduard Hackel, 17 березня 1850 — 2 лютого 1926) — австрійський ботанік, професор природознавства.

## Біографія
Едуард Гаккель народився 17 березня 1850 року.
Гаккель навчався у Політехнічному Інституті у Відні і став позаштатним викладачем в середній школі Санкт-Пельтена у 1869 році.
Він став професором природознавства після отримання сертифікату в 1871 році та залишався на цій посаді до своєї відставки в 1900 році.
Гаккель зробив значний внесок у ботаніку, описавши багато видів насіннєвих рослин.
Едуард Гаккель помер в Аттерзее 2 лютого 1926 року.

## Наукова діяльність
Едуард Хаккель спеціалізувався на насіннєвих рослинах.

## Публікації
- Eduard Hackel; F Lamson-Scribner; Effie A Southworth. The true grasses. New York, Holt, 1890[2].
- Eduard Hackel. Monographia Festucarum europaearum. Kassel, T. Fischer, 1882[2].
- Eduard Hackel. Andropogoneae. Parisiis, G. Masson, 1889[2].
- Eduard Hackel. Catalogue raisonnédes graminées du Portugal. Coimbre, Impr. de l'Université, 1880[2].
- Eduard Hackel. Gramineae (echte gräser). Natürlichen pflanzenfamilien nebst ihren gattungen und wichtigeren arten, insbesondere den nutzpflanzen, unter mitwirkung zahlreicher hervorragender fachgelehrten begründet. 25 cm. II. teil, 2. abt. (1887) p. 1—97, 126[2].

## Почесті
На його честь були названі роди рослин Hackelia родини Бурачникові та Hackelochloa родини Тонконогові.